# 政宗 (プロレスラー)
政宗（まさむね、1974年8月16日 - ）は、日本の覆面レスラー。

## 経歴
1998年、プロレスラーになるため、メキシコへ渡り、リスマルクに師事する。師匠から徹底的にルチャリブレの基礎を叩き込まれる。
1999年4月、メキシコシティでドラゴン・フリアとしてデビュー。同年、リングネームをフリア・デル・ドラゴンに改名。
2000年、AAAに入団。
2001年、AAAを退団。同年、日本に帰国してユニット「ルチャリブレ日本」に加入と同時にリングネームをMASAMUNEに改名してプロレスリング華☆激に参戦。
2002年、リングネームを政宗に改名して大阪プロレスに参戦。同年、大阪プロレスと専属フリー契約を結ぶ。
2005年4月、秀吉とタッグチーム「戦国タッグ」を結成。7月23日、ビリーケン・キッド&ペロ組に勝利して秀吉と共に大阪プロレスタッグ王座を獲得。7月29日、「大阪タッグフェスティバル」に秀吉とタッグを組んで出場して優勝。
2007年2月12日、GAINA&ゼウス組に勝利して秀吉と共に大阪プロレスタッグ王座を獲得。
2009年7月19日、大阪プロレスバトルロイヤル王座を獲得。11月3日、八戸シーガルビューホテルでデビュー10周年記念興行「奥州筆頭への道」を開催。
2013年4月20日、大阪プロレスを退団。
2019年5月12日、此花区民ホールでデビュー20周年記念興行「紫電一閃」を開催。9月22日、BASEMENT MONSTARで自主興行「紫髭独眼」を開催。

## 得意技
雷切（らいきり）
相手の腕を取り逆上がりしながらのリバースDDT。フェイバリットホールド。内藤哲也のデスティーノとほぼ同型だが、公開は政宗の方が10年以上も早く、着地のフォームが異なる。
童子切
雷切の体勢からの十字固め
暫首
相手の首に足を掛けて落とすフェイスバスター。
蛇櫓
リバースバイパーホールド。うつぶせの相手の首と足を極める関節技。
へし切り
奸智
ロープに足を掛けた固め技。
骨喰（ほねばみ）
アンクルホールド
蜻蛉切
トレバー・リーのスタンディングムーンサルトフォールアウェイスラムをアレンジした技。
平たく言えばムーンサルト型のパワースラム。又はくるっと、どん。

## 入場曲
- 下弦の月（THE WILD MEXICANS）

## タイトル歴
- グァナァファト州ウェルター級王座
- サンファントリオ王座
- 大阪プロレスタッグ王座
- 大阪プロレスバトルロイヤル王座
- 大阪タッグフェスティバル優勝
- UWA世界ミドル級王座
- UWA世界タッグ王座
- UWA世界6人タッグ王座
- GWC認定タッグ王座
- 博多華味鳥杯1DAYタッグトーナメント優勝
- WDWタッグ王座
- 道頓堀最強タッグキング優勝
- 覆面MANIAスーパーライト級王座
- NWAインターナショナルライトタッグ王座
- TTT認定インディー統一6人タッグ王座